# Groupama
Groupama är ett internationellt försäkringsbolag med säte i Paris, Frankrike och verksamhet i 12 länder. Namnet är en förkortning av Groupe des Assurances Mutuelles Agricoles, "Gruppen för ömsesidiga jordbruksförsäkringar".
Dess brittiska dotterbolag Groupama Insurances skapades genom en sammanslagning av Lombard Insurance Company Limited och Gan Insurance Company Limited, när moderbolagen Groupama (som ägde Lombard) och Gan, ett annat franskt bolag, gick samman 1999.